# Carlos Enrique Taboada
Carlos Enrique Taboada Walker (D.F., 18 de juliol de 1929 - 15 d'abril de 1997) va ser un director i escriptor de cinema mexicà, guardonat amb el Premi Ariel, que es va caracteritzar per manejar el gènere de terror i suspens.

## Biografia
Fill dels actors Julio Taboada i Aurora Walker, Carlos Enrique Taboada va iniciar la seva carrera en 1950 com argumentista i director de programes en la naixent televisió mexicana. La seva relació amb el cinema li va deixar diversos disgustos. En 1954, desil·lusionat pels resultats en pantalla del seu primer guió cinematogràfic, Taboada es va retirar d'aquest mitjà per cinc anys. Aquest allunyament el repetiria al final de la seva carrera, just en el moment en què la crítica nacional començava a valorar-lo.

## Obra

### Com a guionista
Cal assenyalar els estupends i originals arguments (per a l'època) que va crear com a guionista, tan originals que a vegades semblessin experimentals, entre els quals destaquen la sèrie de: La maldición de Nostradamus, Nostradamus y el destructor de monstruos, Nostradamus, el genio de las tinieblas, La sangre de Nostradamus, y El testamento del vampiro. Totes elles van ser rodades l'any de 1959. Aquest mateix any va ser tan prolífic que a més d'escriure aquestes 4 pel·lícules, escriu una altra sèrie de cintes: Aventuras de Chucho el Roto, Captura de Chucho el Roto i La entrega de Chucho el Roto.
En iniciar la dècada dels 1960s. els seus guions adquireixen una major maduresa, i continua escrivint guions de pel·lícules dels quals sobresurten: la comèdia d'humor negre El malvado Carabel (1960), basada en una novel·la de Wenceslao Fernández Flórez que tracta sobre un home que decideix convertir-se en delinqüent, cansat ja que la bondat només li hagi portat problemes i manques; a més la història d'horror El espejo de la bruja (1962) dirigida per Chano Urueta. E Aquesta última és considerada una de les cintes de terror millor escrites del gènere.

### Com a director
La recta final (1964) és la cinta amb la qual s'estrena com a director, i és una pel·lícula carregada d'intriga i tensió: Un grup de joqueis desitgen guanyar una important carrera, tots tenen motius poderosos per a obtenir el triomf peti qui peti. A aquesta pel·lícula li seguiria el seu cèlebre i tal vegada la més coneguda de les seves pel·lícules Hasta el viento tiene miedo (1968) a pel·lícula malgrat tenir un guió senzill, aconsegueix captivar i ficar en la història a l'espectador, i ha estat la culpable d'haver amoïnat a les dues generacions que li van seguir i la van veure més per televisió que pel cinema. Amb un repartiment excepcional i encertat, la cinta està plagada d'un horror subtil, fi i tal vegada per això summament eficaç, diferent a tot el que s'havia fet fins llavors. La història es desenvolupa en un internat per senyoretes on es fa present el fantasma d'Andrea, qui es va suïcidar cinc anys enrere, i sembla que va deixar per resoldre alguns comptes pendents amb una de les professores.
A aquesta terrorífica però entranyable cinta, li seguiria una igualment captivadora, i amb aquestes mateixes virtuts El libro de piedra (1968). La petita Silvia, filla d'un acabalat home de negocis, té el rar costum de parlar i jugar amb l'estàtua d'un nen de pedra que llegeix un llibre, la qual es troba al jardí de la mansió. El que al principi sembla un joc infantil de la petita Silvia, es va transformant fins a convertir-se en una macabra situació per a la seva institutriu i posteriorment per a tots els altres.
Després d'aquestes dues reeixides cintes tindria un recés dins del terror gòtic com se li ha qualificat a aquestes dues produccions. I vindrien quatre interessantíssimes cintes de suspens escrites i dirigides per ell, rodades totes elles en 1970: El arte de engañar, El deseo en otoño, El negocio del odio i La fuerza inútil. En aquestes quatre cintes d'un suspens inquietant, els seus personatges estan absents de tota càrrega maniquea, no existeixen ni bons ni dolents, només situacions que els porten a cometre baixeses o crims, donant-los a les històries un caràcter a més de hitchcockiano, enormes qualitats dramàtiques. Després es completaria la sèrie de suspens amb: Rapiña de 1973, història interpretada magistralment per Ignacio López Tarso i Germán Robles.
A l'any següent reprendria el seu terror subtil i gòtic amb Más negro que la noche (1975). Una herència, una casona antiga, una vella tia porfiriana, un gat negre i quatre belles dones són els elements que entremescla aquesta pel·lícula en veritat aterridora. I encara que sonin aquests ingredients a una narració ja molt trillada, la veritat és que Taboada aconsegueix una obra molt ben reeixida. Les víctimes del fantasma d'aquesta malèvola i venjativa tia moren de pur i simple por igual que l'horror japonès que està molt de moda avui dia.
La guerra santa (La cristiada) (1977) és la seva obra més ambiciosa i costosa, i Taboada la dirigeix i escriu amb summe mestratge. En aquesta cinta es compta la guerra fratricida que es va desenvolupar en els anys 20 en el centre i nord-est de Mèxic, i es pot veure clarament la indignació que li va generar al director aquest fet de sang que va ocasionar l'ambició de l'església catòlica en atiar i portar a una guerra perduda a milers de pagesos aprofitant-se de la seva ignorància.
Però inexplicablement, després de la ben reeixida cinta: La guerra santa. Carlos Enrique Taboada s'allunya del cinema per set llargs anys, escriu un guió únicament (La Coyota 1983), per a després reaparèixer amb una altra joia del misteri: Veneno para las hadas (1984). Verónica és una nena que presumeix de ser una bruixa davant la seva companya d'escola Flavia. Aquesta última al principi es mostra incrèdula però acaba convencent-se gràcies a una sèrie de circumstàncies fortuïtes que segons Verónica ha causat, valent-se dels seus poders màgics. La innocència d'aquests jocs adquireix un matís macabre, quan Verónica li ordena a Flavia que la convidi a unes vacances en el ranxo de la seva família, on podrà preparar un verí per les fades, de qui diu: són les seves enemigues.
A diferència de l'ocorregut amb les seves tres primeres cintes d'aquest mateix caire, (Hasta el viento tiene miedo, El libro de piedra, i Más negro que la noche) Taboada va rebre excel·lents crítiques per Veneno para las hadas. La cinta, estrenada en 1984, va ser guardonada amb quatre premis Ariel, incloent els corresponents a millor pel·lícula i millor director. No obstant això, les precàries condicions de la seva exhibició i les escasses ocasions en què ha estat transmesa per la televisió mexicana han provocat que aquesta sigui la menys coneguda de les cintes d'horror dirigides per Carlos Enrique Taboada.
Veneno para las hadas també seria la seva última pel·lícula dirigida, perquè posteriorment es va dedicar a la producció televisiva i a l'escriptura d'arguments per a altres directors, fins a la seva defunció en 1997.
En els seus últims anys va escriure, va dirigir i va produir alguns capítols de la sèrie de televisió: La telaraña (1986-1988), sèrie molt polèmica en la seva època i amb guions molt ben elaborats.

## Llegat
Una altra prova de la importància d'aquest director al cinema mexicà són els remakes de les seves pel·lícules. Un d'aquests remakes és la versió de 2007] Hasta el viento tiene miedo, protagonitzada per Martha Higareda, així com també la nova versió del 2009 d' El libro de piedra amb Evangelina Sosa, Plutarco Haza i Ludwika Paleta, dirigida per Julio César Estrada (Cañitas 2007). El 2014 es va estrenar el remake de Más negro que la noche, primer film mexicà filmat enterament en format 3D i protagonitzat per Zuria Vega i Eréndira Ibarra; totes aquestes versions amb resultats pobres i destrossades per la crítica.
Directors com Daniel Gruener, Leopoldo Laborde i Víctor Osuna, entre d'altres, han dit tenir forta influència d'ell.

## Filmografia

### Com a guionista
- Kid Tabaco (1954)
- El pandillero (1959)
- Chucho el Roto [sèrie de tres episodis] (1959)
- Aventuras de Chucho el Roto [sèrie de tres episodis] (1959)
- La captura de Chucho el Roto [sèrie de tres episodis] (1959)
- La entrega de Chucho el Roto [sèrie de tres episodis] (1959)
- La maldición de Nostradamus [sèrie de tres episodis] (1959)
- Nostradamus y el destructor de monstruos [sèrie de tres episodis] (1959)
- Nostradamus, el genio de las tinieblas [sèrie de tres episodis] (1959)
- La sangre de Nostradamus [sèrie de tres episodis] (1959)
- El testamento del vampiro [sèrie de tres episodis] (1959)
- Los inocentes (1960)
- Tirando a matar (1960)
- Que me maten en tus brazos (1960)
- Orlak El infierno de Frankestein (1960)
- El malvado Carabel(1960)
- Rubí(1970)....Codirector

### Com a director
- La recta final (1964)
- El juicio de Arcadio (1967)
- Vagabundo en la lluvia (1968)
- Hasta el viento tiene miedo (1968)
- El libro de piedra (1969)
- El arte de engañar (1970)
- El deseo en otoño (1970)
- ¿Quién mató al abuelo? (1970)
- El negocio del odio (1970)
- La fuerza inútil (1970)
- Rapiña (1973)
- Más negro que la noche (1975)
- La guerra santa (1977)
- Veneno para las hadas (1984)